# Metroxylon sagu
Metroxylon sagu là loài thực vật có hoa thuộc họ Arecaceae. Loài này được Rottb. mô tả khoa học đầu tiên năm 1783.

## Hình ảnh

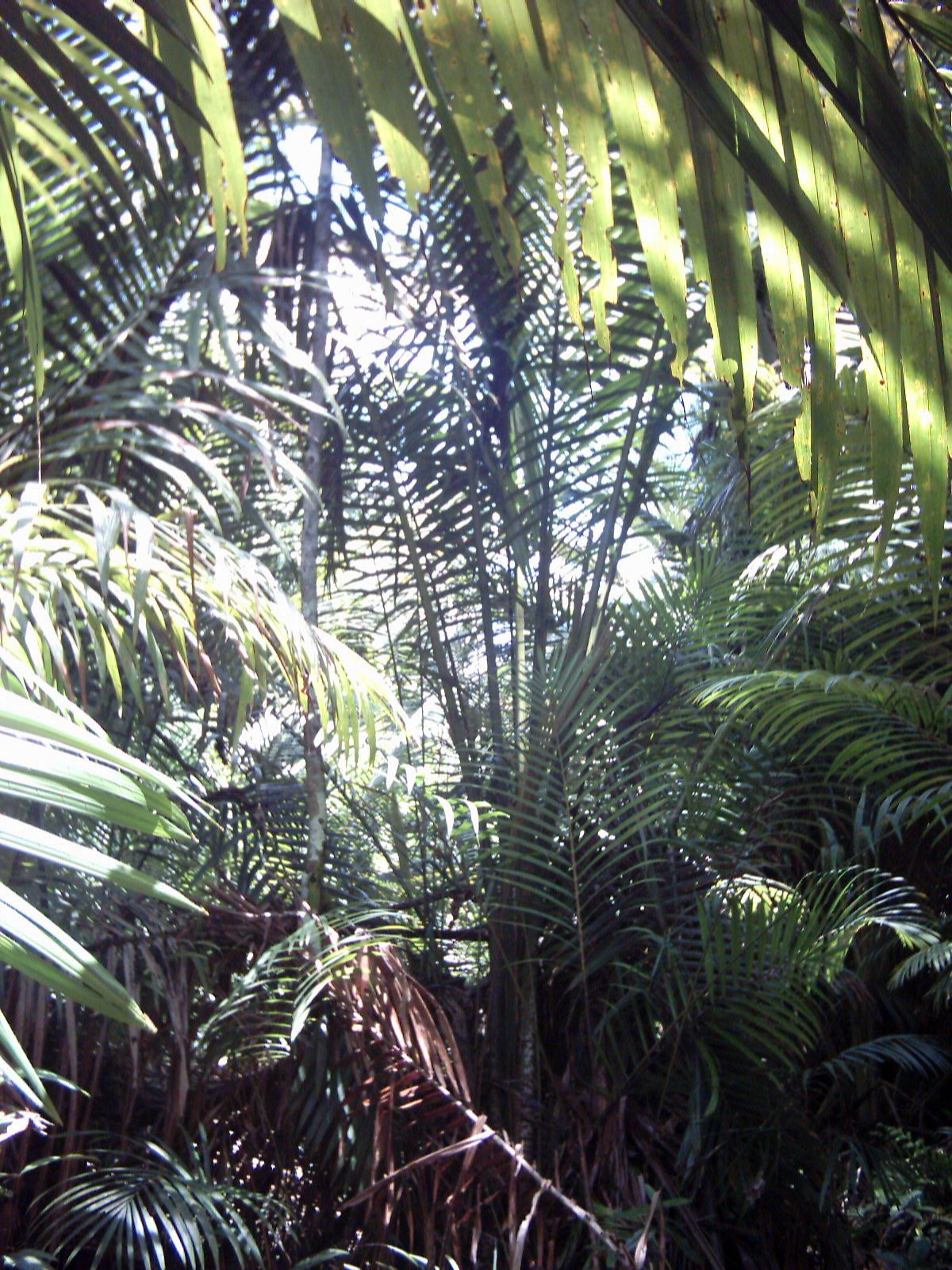
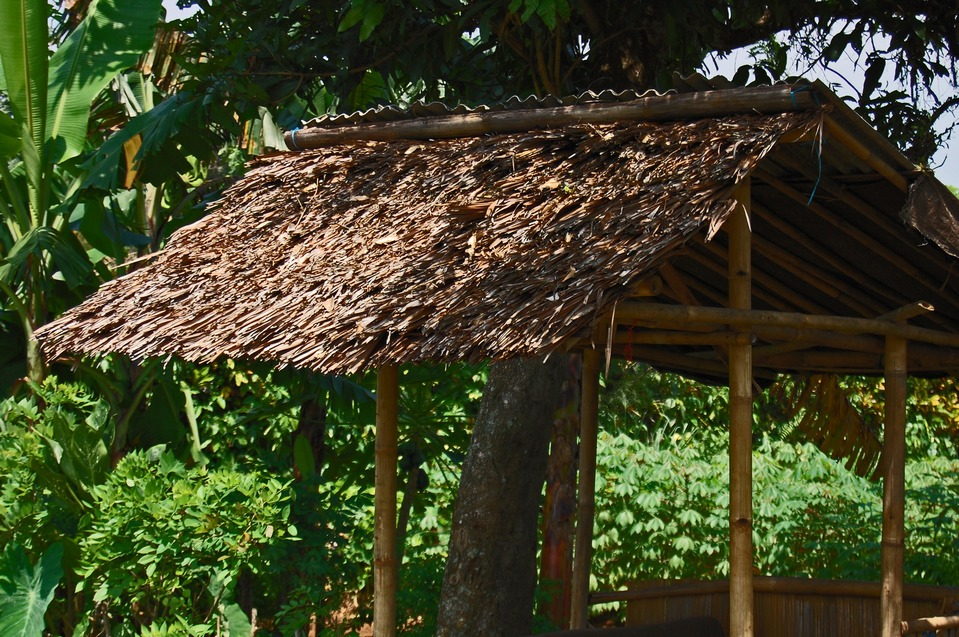
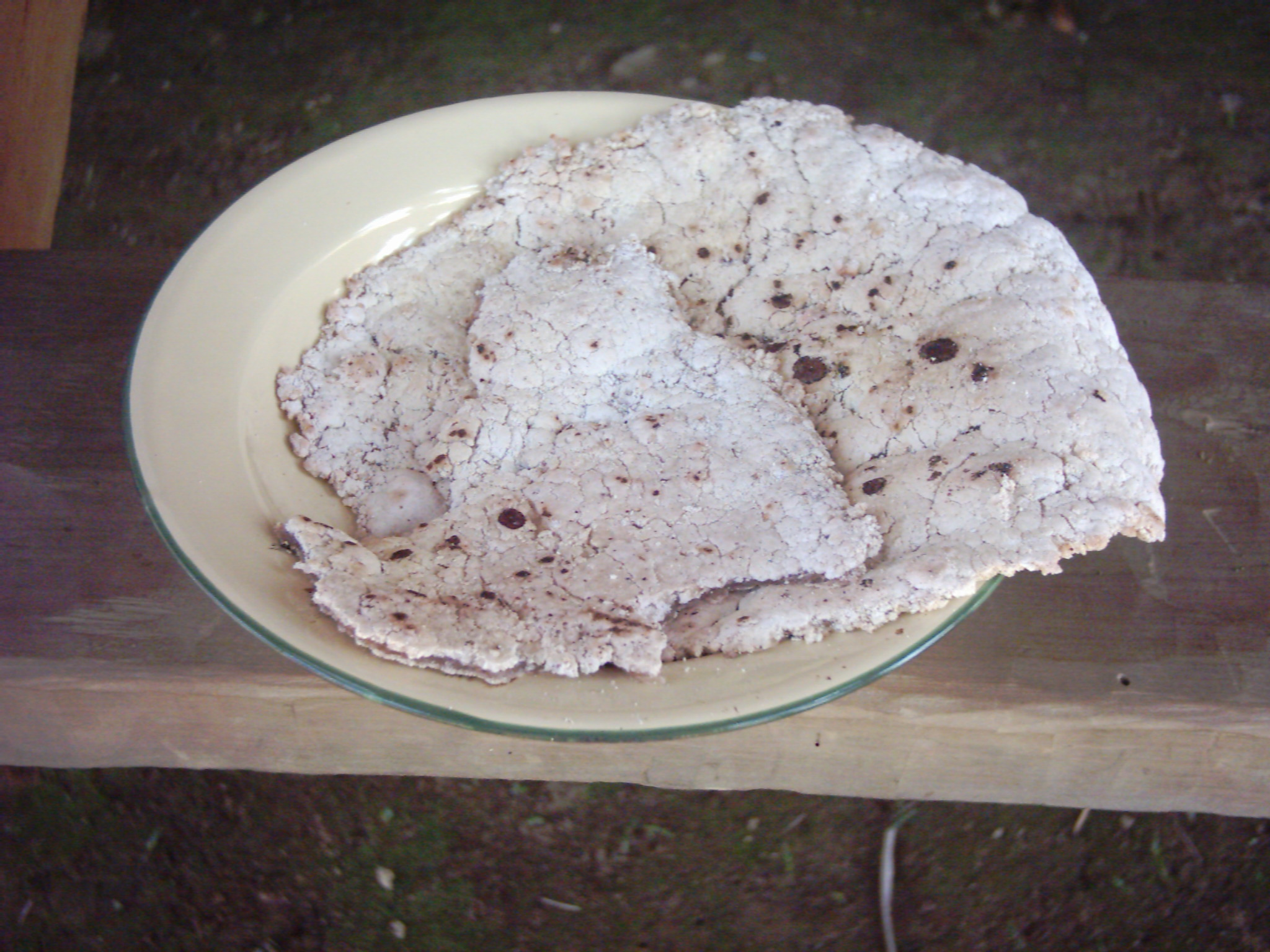
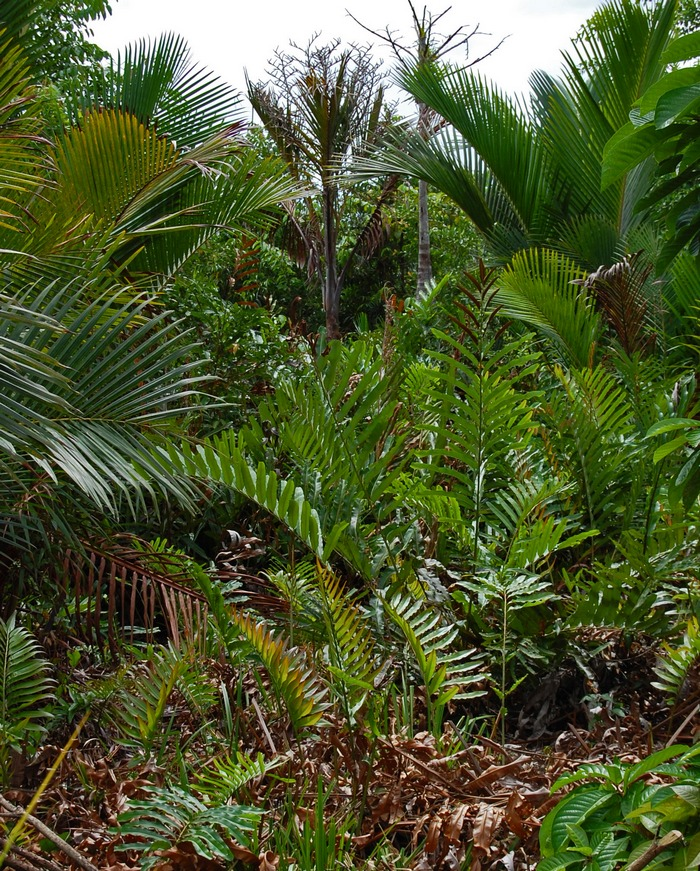